# Rari Nantes Bogliasco

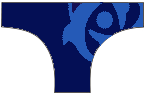
WaterPoloSwimsuits front Bogliasco

El Rari Nantes Bogliasco es un club italiano de waterpolo con sede en Bogliasco.

## Historia
El club fue fundado el 1 de enero de 1951 en la ciudad de Bogliasco y su primer presidente fue Mario Novella.
Su principal objetivo es la natación y el waterpolo.

## Palmarés de waterpolo
- 1 vez campeón del campeonato de Italia de waterpolo masculino (1981)